# Katzenbuckel
El Katzenbuckel es el monte más alto de la cordillera del Odenwald en el norte de Baden-Wurtemberg, Alemania.

## Topónimo
Katzenbuckel es una palabra compuesta alemana que significa giba de gato.

## Geografía
Es un volcán extinto de una altura de 626 m. Se encuentra aproximadamente 4 km al este de Eberbach en el municipio de Waldbrunn, distrito de Neckar-Odenwald.

## Enlaces
- Wikimedia Commons alberga una categoría multimedia sobre Katzenbuckel.